# Cincinnati Bengals 1994
La stagione 1994 dei Cincinnati Bengals è stata la 26ª della franchigia nella National Football League, la 28ª complessiva.
Il 2 ottobre fu una giornata storica al Riverfront Stadium, con Dave Shula e i Bengals che affrontarono i Miami Dolphins di Don Shula nel primo incontro padre-figlio della storia della NFL. Lo Shula più anziano emerse vittorioso per 23–7, con i Bengals che si trovarono nel mezzo della terza partenza per 0-8 degli ultimi quattro anni.
Cincinnati chiuse la stagione con un bilancio di 3-13, lo stesso dell'anno precedente. Nel corso dell'annata, i Bengals decisero di porre fine all'esperimento di David Klingler come quarterback titolare. Dopo sette turni senza vittorie, Klingler fu messo in panchina in favore del neo-acquisto Jeff Blake, che per poco non sorprese i Dallas Cowboys campioni in carica nella prima partenza come titolare.

## Roster
| Roster dei Cincinnati Bengals nel 1994 |
| --- |
| Quarterback - 13 Jim Ballard - 8 Jeff Blake - 7 David Klingler - 4 Erik Wilhelm Running Back - 42 Eric Ball KR - 46 Jeff Cothran FB - 44 Derrick Fenner FB - 28 Harold Green Wide Receiver - 19 Jeff Hill KR - 85 Tim McGee - 80 Carl Pickens PR - 89 Jeff Query - 86 Darnay Scott KR Tight End - 83 David Frisch - 82 Tony McGee - 87 Troy Sadowski - 88 Derek Ware Offensive Linemen - 74 Rich Braham T - 65 Darrick Brilz C - 72 Scott Brumfield G - 68 Dave Cadigan G - 66 Dan Jones T - 64 Bruce Kozerski G/T - 73 Ken Moyer G/C - 76 Trent Pollard G - 77 Kevin Sargent T Defensive Linemen - 92 John Copeland DE - 69 Tim Krumrie DT - 93 Ty Parten DE - 95 Keith Rucker DT - 70 Artie Smith DE - 79 Ramondo Stallings DE - 67 Kimo von Oelhoffen DT - 99 Dan Wilkinson DT - 94 Alfred Williams DE Linebacker - 50 James Francis OLB - 96 Lamont Hollinquest OLB - 57 Kevin Jefferson LB - 56 Ricardo McDonald OLB - 53 Santo Stephens OLB - 51 Steve Tovar MLB - 91 Brett Wallerstedt MLB Defensive Back - 43 Mike Brim CB - 45 Adrian Hardy CB - 25 Rod Jones CB - 24 Roger Jones CB - 23 Corey Sawyer CB/PR - 34 Fernandus Vinson SS - 27 Bracy Walker FS - 31 Darryl Williams FS Special Team - 11 Lee Johnson P - 9 Doug Pelfrey K - 59 Greg Truitt LS Lista delle riserve - 58 David Braxton OLB (IR) - 33 Steve Broussard RB (IR) - 12 Donald Hollas QB (IR) - 60 Eric Moore G (IR) - 29 Louis Oliver SS (IR) - -- Steve Shine LB (IR) - 63 Joe Walter T (IR) - 37 Leonard Wheeler CB (IR) |
| Legenda - I rookie sono in corsivo. - Il primo ruolo è il principale mentre gli eventuali successivi indicano i ruoli secondari. - (IR) sta per Injured Reserve ed indica la lista ristretta per un solo giocatore infortunato che può tornare ad allenarsi dopo la settimana 6 e a rientrare in prima squadra dopo che questa ha giocato 8 partite. - (NF-Inj.) / (NF-Ill.) stanno rispettivamente per Non-Football Injured e Non-Football Illness ed indicano le liste dove viene inserito un giocatore che ha un infortunio o una malattia non dipendente dal football americano. - (PUP) sta per Physically Unable to Perform ed indica la lista dove viene inserito un giocatore mentre è in attesa di recuperare la condizione fisica. Nella stagione regolare dopo la sesta partita giocata dalla propria squadra, il giocatore ha tempo tre settimane per riprendere ad allenarsi, più tre settimane aggiuntive dal suo rientro agli allenamenti per rientrare in prima squadra. |

## Calendario
| Stagione regolare |                    |                        |                    |                    |          |
| Turno             | Data               | Avversario             | Risultato          | Record             | Pubblico |
| 1                 | 4 settembre 1994   | Cleveland Browns       | S 20–28            | 0–1                | 52,778   |
| 2                 | 11 settembre 1994  | at San Diego Chargers  | S 10–27            | 0–2                | 53,217   |
| 3                 | 18 settembre 1994  | New England Patriots   | S 28–31            | 0–3                | 46,640   |
| 4                 | 25 settembre 1994  | at Houston Oilers      | S 13–20            | 0–4                | 44,253   |
| 5                 | 2 ottobre 1994     | Miami Dolphins         | S 7–23             | 0–5                | 55,056   |
| 6                 | Settimana di pausa | Settimana di pausa     | Settimana di pausa | Settimana di pausa |          |
| 7                 | 16 ottobre 1994    | at Pittsburgh Steelers | S 10–14            | 0–6                | 55,353   |
| 8                 | 23 ottobre 1994    | at Cleveland Browns    | S 13–37            | 0–7                | 77,588   |
| 9                 | 30 ottobre 1994    | Dallas Cowboys         | S 20–23            | 0–8                | 57,096   |
| 10                | 6 novembre 1994    | at Seattle Seahawks    | V 20–17            | 1–8                | 46,630   |
| 11                | 13 novembre 1994   | Houston Oilers         | V 34–31            | 2–8                | 54,908   |
| 12                | 20 novembre 1994   | Indianapolis Colts     | S 13–17            | 2–9                | 55,566   |
| 13                | 27 novembre 1994   | at Denver Broncos      | S 13–15            | 2–10               | 69,714   |
| 14                | 4 dicembre 1994    | Pittsburgh Steelers    | S 15–38            | 2–11               | 53,401   |
| 15                | 11 dicembre 1994   | at New York Giants     | S 20–27            | 2–12               | 67,530   |
| 16                | 18 dicembre 1994   | at Arizona Cardinals   | S 7–28             | 2–13               | 50,110   |
| 17                | 24 dicembre 1994   | Philadelphia Eagles    | V 33–30            | 3–13               | 39,923   |

Note
- Gli avversari della propria division sono in grassetto.

## Classifiche
| AFC Central Division    |    |    |   |      |     |     |     |
|                         | V  | S  | P | %    | PF  | PS  | STR |
| (1) Pittsburgh Steelers | 12 | 4  | 0 | .750 | 316 | 234 | S1  |
| (4) Cleveland Browns    | 11 | 5  | 0 | .688 | 340 | 204 | V1  |
| Cincinnati Bengals      | 3  | 13 | 0 | .188 | 276 | 406 | V1  |
| Houston Oilers          | 2  | 14 | 0 | .125 | 226 | 352 | V1  |